# 48 Road
48 Road est une communauté de l'Est du Canada située dans le comté de Kings, sur l'Île-du-Prince-Édouard. Elle se trouve au nord-ouest de Cardigan.